# XXXTentacion
Jahseh Dwayne Ricardo Onfroy, bedre kendt under kunstnernavnet  XXXTentacion , ofte omtalt som "X", (født 23. januar 1998 i Plantation, Florida, død 18. juni 2018 i Deerfield Beach, Florida), var en amerikansk sanger, rapper og sangskriver. 
Han tilbragte det meste af sin barndom i Lauderhill. Han begyndte at lave musik efter at være blevet løsladt fra varetægt i et ungdomscenter.  XXXTentacion  udgav sin første sang "News/Flock" på SoundCloud i juni 2013. Han blev hurtigt populær for sin "deprimerende og til tider ødelæggende" musik, der har et stort fokus på mentalt helbred. 
XXXTentacion  steg til tops ved udgivelsen af sangen "Look at Me", som  XXXTentacion  og hans kammerater havde promoveret op indtil hans succes. Han udgav sit debutalbum, 17, den 25. august 2017. Albummet blev nummer to på hitlisten US Billboard 200, og solgte 86.000 eksemplarer i butikkerne i den første uge efter udgivelsen. Albummet modtog positive anmeldelser.  XXXTentacions  andet album, ?, blev udgivet den 16. marts 2018. Det blev nummer et på hitlisten US Billboard 200, med sangene "Sad!" og "Changes", hvor begge nåede top 20 på hitlisten Billboard Hot 100. 
Den 18. juni 2018 kl. 15.56 (EST) blev  XXXTentacion skudt mere end 20 gange i nakken, i sin bil, nær en motorcykelbutik i Deerfield Beach, Florida. Overfaldsmændene flygtede fra gerningsstedet i en SUV, og stjal en taske fra  XXXTentacion, som var fyldt med penge, der angiveligt skulle have været brugt til en motorcykel. En mistænkt overfaldsmand blev arresteret af politiet i sin hjemby Pompano Beach, og sigtet for drab.
Ugen efter  XXXTentacion død, gik hans populære sang "SAD!" fra nummer 52 til nummer 1 på hitlisten Billboard Hot 100. XXXTENTACION efterlod hvad Rolling Stone kaldte "et stort musikalsk fodaftryk" (engelsk: a huge musical footprint), på grund af hans unge fanskare og popularitet gennem hele karrieren.

## Diskografi
- 17 (2017)
- ? (2018)
- Skins (2018)
- Bad Vibes Forever (2019)